# Jean Dulieu
Jean Dulieu est le pseudonyme de Jan van Oort (1921-2006), auteur de littérature de jeunesse et de bande dessinée néerlandais.

## Biographie
Jean Dulieu est surtout connu pour avoir créé en 1946 le comic strip d'aventure humoristique Paulus de boskabouter (nl) dans Het Vrije Volk. Cette série met en scène le gentil gnome forestier éponyme, ses amis (la chouette Oehoeboeroe, le corbeau Salomo et le blaireau Gregorius) et son ennemi la sorcière Eucalypta.
Outre trois séries de comic strips (1946-1957, 1963-1967 et 1973-1984), Dulieu a adapté pour la radio VARA sa série de 1955 à 1964, pour la télévision en marionnettes en 1967-1968 et 1974-1975, ainsi qu'en de nombreux livres illustrés.

## Prix et distinctions
- 1958 : (international) « Honor List »[2], de l' IBBY, pour Francesco
- 1962 : Livre jeunesse de l'année (nl) pour Paulus de hulpsinterklaas
- 1981 : Prix Stripschap, pour l'ensemble de son œuvre